# Ісріті
Ісріті (груз. ისრითი) — село в Грузії.
За даними перепису населення 2014 року в селі проживає 654 осіб.